# Alphonse-Atoll
Das Alphonse-Atoll liegt im Indischen Ozean, 7° südlich des Äquators und 450 km südwestlich von Mahé, der größten Insel der Seychellen. Es ist das kleinere von zwei Atollen der Alphonse-Gruppe (gemessen an der Gesamtfläche, jedoch das größere nach Landfläche), welche wiederum zu den „Outer Islands“ der Seychellen gezählt wird. Entdeckt wurde das Atoll am 26. Januar 1730 durch den Ritter Alphonse de Pontevez, Kommandant der Fregatte Le Lys.
Zum Atoll gehört nur eine Insel, Alphonse Island, welche eine Landfläche von 1,74 km² aufweist. Die Fläche inklusive der fischreichen Lagune beträgt hingegen etwa 8 km². Die Insel ist gesäumt von Stränden und dicht mit Kokospalmen bewaldet. Außerdem wachsen hier Papayas und Bananen sowie Baumwolle und Sisal, die im 19. Jahrhundert angebaut wurden und inzwischen verwildert sind.
Auf Alphonse Island befindet sich das Luxushotel Alphonse Island Resort, die Alphonse Fishing Co. (Betreiber von Angelausflügen) sowie ein Flugplatz (ICAO-Flughafencode FSAL). Es gibt mehrmals wöchentlich eine Flugverbindung nach Mahé, die Flugdauer beträgt eine Stunde.